# Пайк (округ, Миссури)
Пайк (англ. Pike County) — округ штата Миссури, США. Население округа на 2009 год составляло 18 406 человек. Административный центр округа — город Боулинг-Грин.

## История
Округ Пайк основан в 1818 году.

## География
Округ занимает площадь 1743.1 км2.

## Демография
В 1900 году в округе проживало 25 744 чел. По данным переписи 2000 года насчитывалось 18 351 человек, плотность населения составляла 27 человек на квадратную милю (11/км ²). Расовый состав округа составлял 88,44 % белых, 9,17 % афроамериканцев, 0,24 % коренных американцев, 0,15 % азиатов, 0,04 % жителей тихоокеанских островов, оставшийся процент — другие расы. По данным этой же переписи 11,90 % семей были ниже черты бедности. Согласно оценке Бюро переписи населения США, в округе Пайк в 2009 году проживало 18 406 человек.